# Raoul Wallenbergs torg
Raoul Wallenbergs torg är ett torg beläget vid Nybroplan i centrala Stockholm, uppkallat efter den svenske diplomaten Raoul Wallenberg. Torget invigdes 11 december 1987.
Under 1950- och 1960-talen gick SAS silvergrå flygbussar från den här platsen till Bromma flygplats. För detta ändamål hade det uppförts speciella väntehallar, så kallade flygpaviljonger. Under byggnationen hade man emellertid inte fått lov att hugga ner ett pilträd som växte på platsen, vilket föranledde arkitekten att rita paviljongerna med pilträdet kvar som växande ur taket. Idag finns varken flygpaviljongerna eller pilträdet kvar.
Efter namnbytet fortsatte torget länge vara en anonym del av Nybroplan och Nybrokajen, som kritiserades för att den var eftersatt då den upptogs av bajamajor och en återvinningstation för glasflaskor.
I början av 1990-talet tillsattes en jury, med Per Wästberg som ordförande, för att utse ett minnesmärke över Raoul Wallenberg på platsen. I oktober 1998 beslutade juryn att utse den danska konstnären Kirsten Ortweds förslag Till Raoul Wallenberg, som vinnande. Minnesmärket, som består av tolv sfinxliknande stenskulpturer som är gjutna i brons, samt Raoul Wallenbergs namnteckning (också denna i brons), invigdes den 24 augusti 2001 av Kung Carl XVI Gustaf.
I juni 2006 uppfördes ytterligare ett minnesmärke på platsen, Vägen, utfört av arkitekterna Aleksander Wolodarski och Gabriel Herdevall på beställning av Judiska församlingen och Stockholms stad. Detta består av ett stenklot med inskriptionen "Vägen var ofta rak där judar fördes bort för att dödas", från vilket en stenlagd väg med järnvägsspår till Stora synagogan i Stockholm. Vägen knyter ihop staden, via Raoul Wallenbergs torg, med det äldre förintelsemonumentet Förintelsens offer vid synagogan.
På evenemangsytan tillåts endast kulturella evenemang. Inga evenemang vars syfte är att marknadsföra en produkt eller ett företag tillåts. Det hålls en ceremoni på torget på Förintelsens minnesdag den 27 januari varje år.

## Fotogalleri

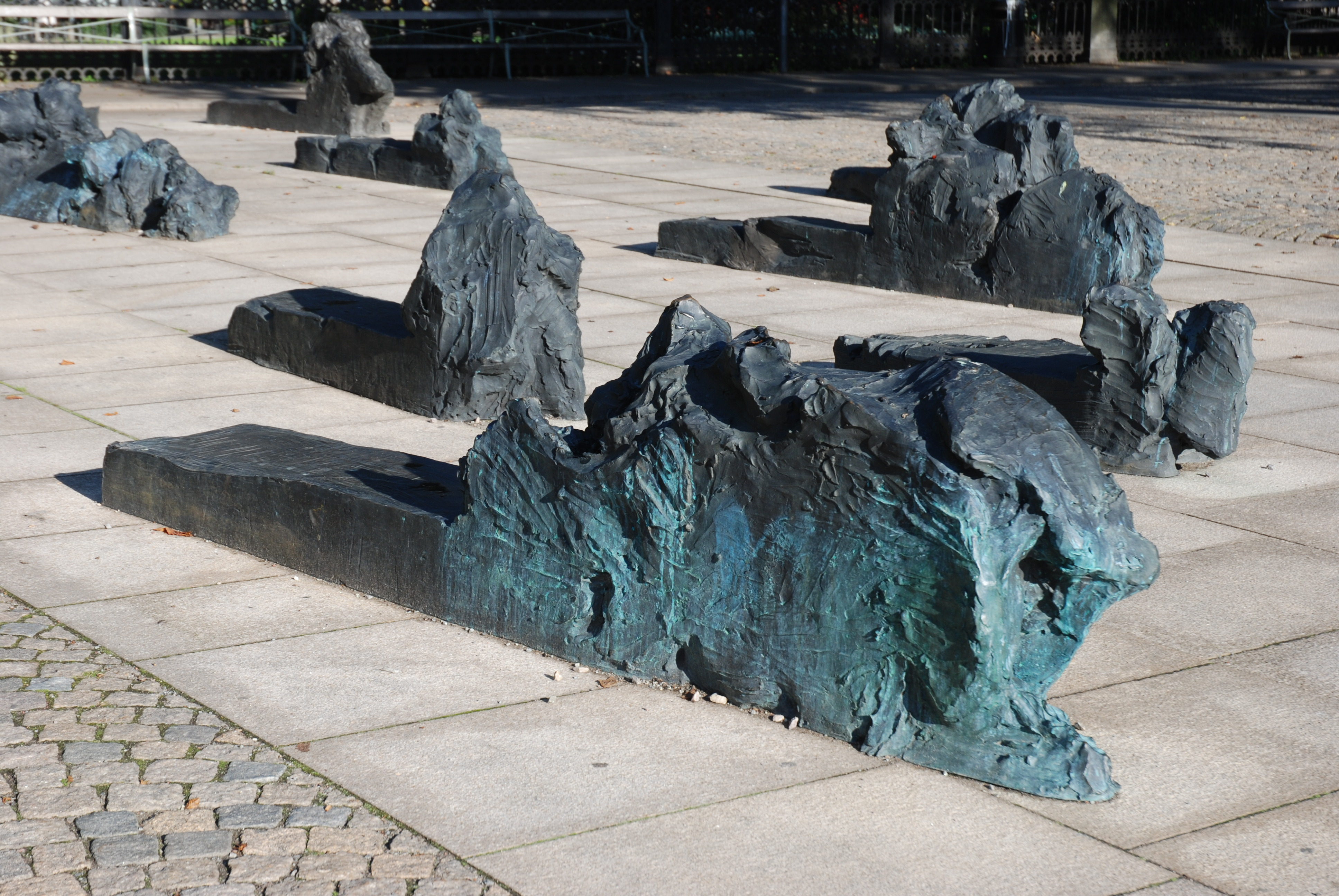
Detalj av Till Raoul Wallenberg av Kirsten Ortwed.
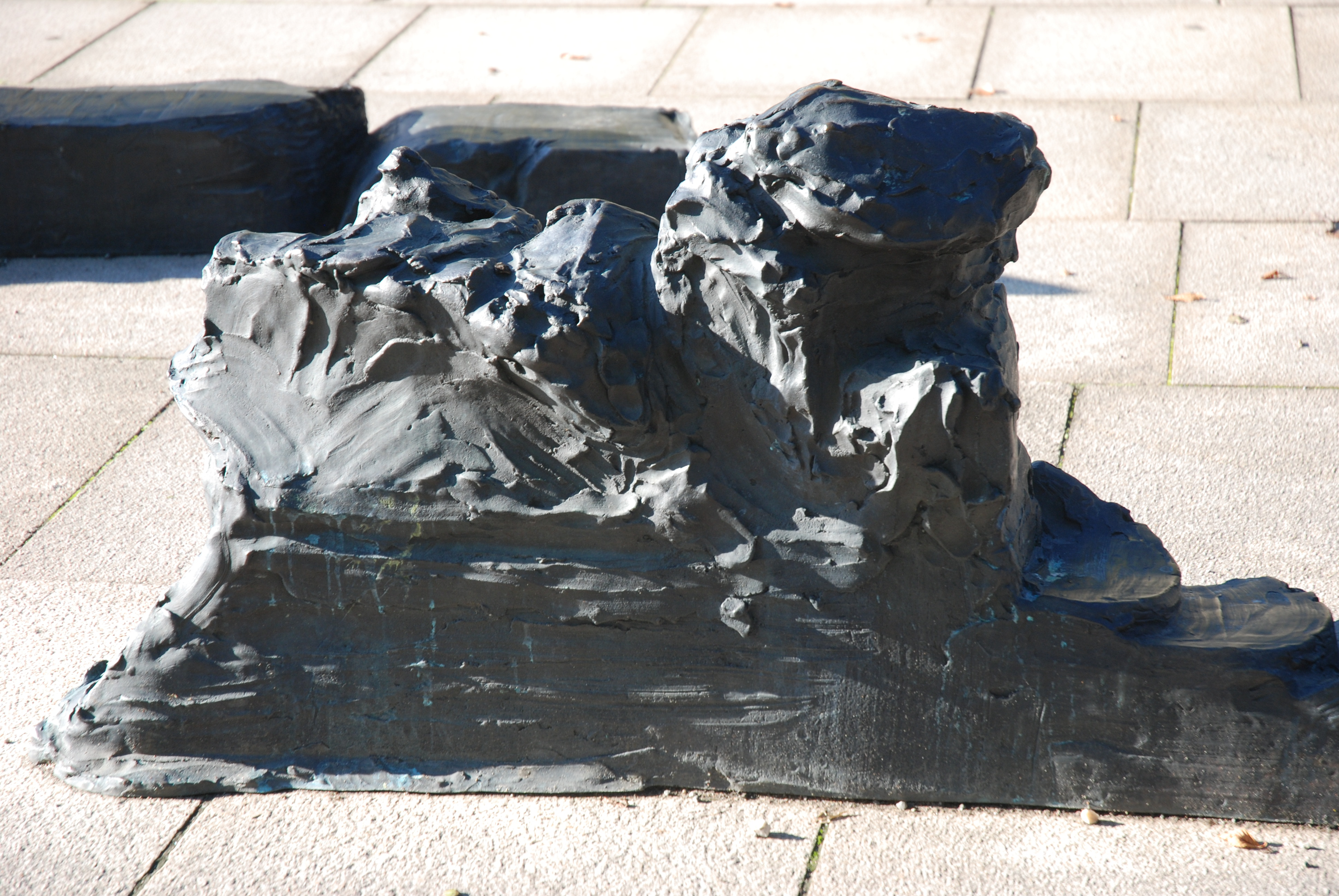
Detalj.
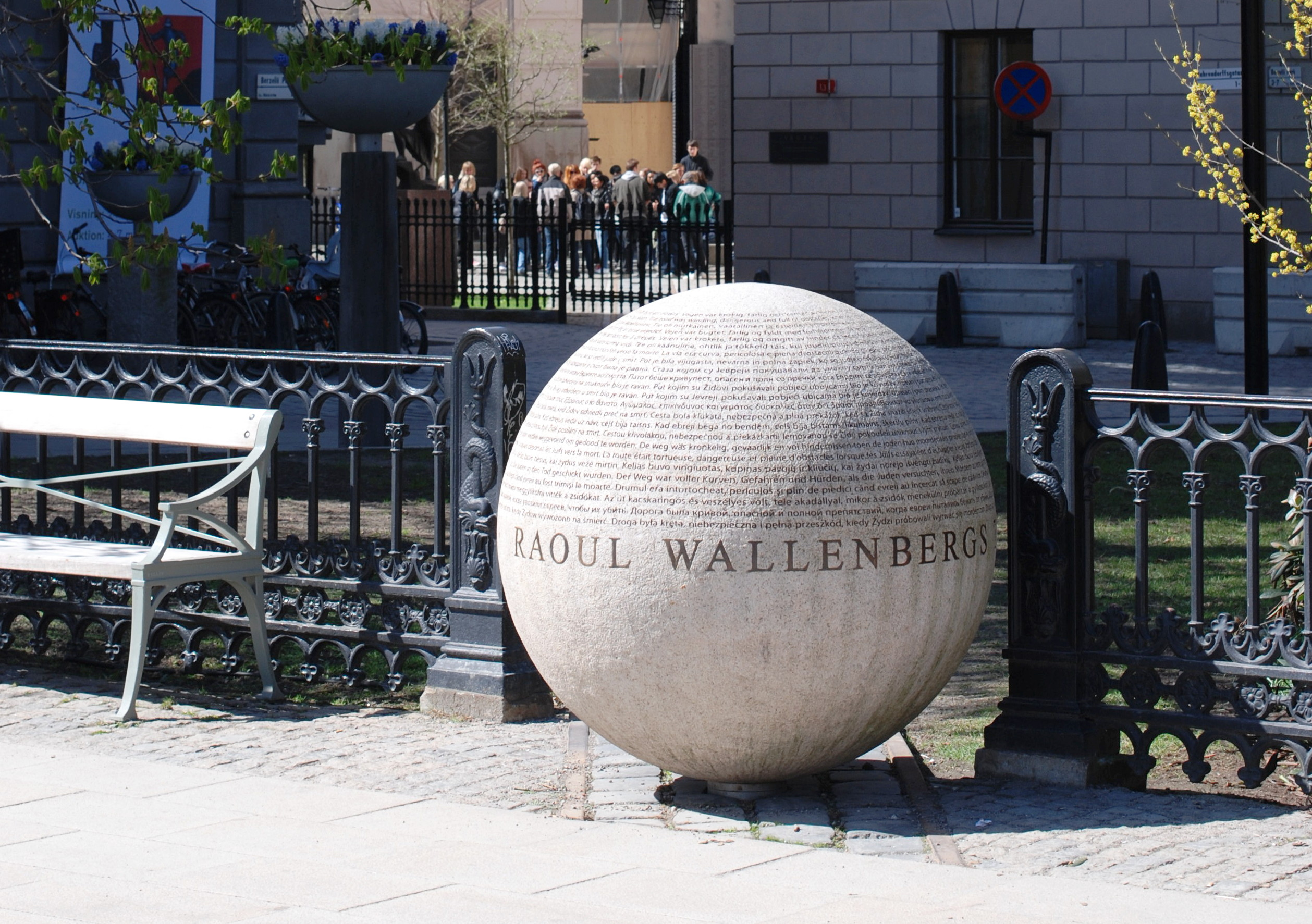
Minnesmärket Vägen av Aleksander Wolodarski och Gabriel Herdevall
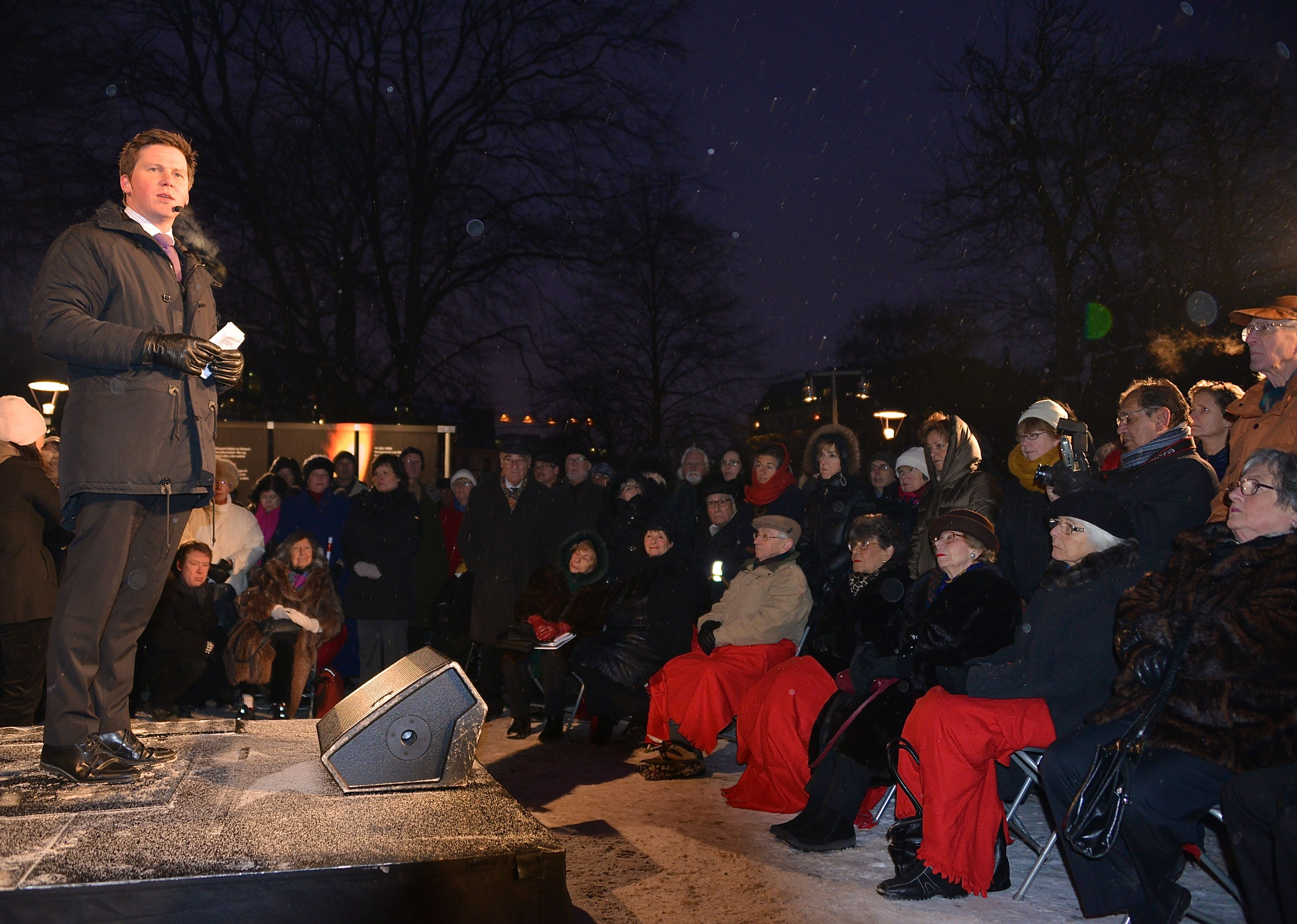
Integrationsminister Erik Ullenhag talar till överlevande på Förintelsens minnesdag 27 januari 2013